# Grand Prix de Wallonie 2022
Grand Prix de Wallonie 2022 – 62. edycja wyścigu kolarskiego Grand Prix de Wallonie, która odbyła się 14 września 2022 na trasie o długości ponad 199 kilometrów, biegnącej z miejscowości Blegny do cytadeli w Namur. Impreza kategorii 1.Pro jest częścią UCI ProSeries 2022.

## Drużyny
| WorldTeams (8)- Cofidis - AG2R Citroën Team - EF Education-EasyPost - Intermarché-Wanty-Gobert Matériaux - Israel-Premier Tech - Lotto-Soudal - Movistar Team - BikeExchange-Jayco ProTeams (7)- Alpecin-Deceuninck - B&B Hotels-KTM - Bingoal Pauwels Sauces WB - Sport Vlaanderen-Baloise - Arkéa-Samsic - TotalEnergies - Uno-X Pro Cycling Team Continental teams (5)- Go Sport-Roubaix Lille Métropole - Hagens Berman Axeon - Minerva Cycling Team - Saris Rouvy Sauerland Team - Tarteletto-Isorex |
| |

## Klasyfikacja generalna
| \| Klasyfikacja generalna \| Klasyfikacja generalna \| Klasyfikacja generalna \| Klasyfikacja generalna \| Klasyfikacja generalna \| \| Kolarz \| Kolarz \| Państwo \| Drużyna \| Czas \| \| ---------------------- \| ---------------------- \| ---------------------- \| ---------------------------------- \| ---------------------- \| \| 1. \| Mathieu van der Poel \| Holandia \| Alpecin-Deceuninck \| 4h 55' 26" \| \| 2. \| Biniam Girmay \| Erytrea \| Intermarché-Wanty-Gobert Matériaux \| + 0" \| \| 3. \| Gonzalo Serrano \| Hiszpania \| Movistar Team \| + 0" \| \| 4. \| Dylan Teuns \| Belgia \| Israel-Premier Tech \| + 1" \| \| 5. \| Corbin Strong \| Nowa Zelandia \| Israel-Premier Tech \| + 1" \| \| 6. \| Jasper Philipsen \| Belgia \| Alpecin-Deceuninck \| + 1" \| \| 7. \| Marijn van den Berg \| Holandia \| EF Education-EasyPost \| + 1" \| \| 8. \| Axel Zingle \| Francja \| Cofidis \| + 1" \| \| 9. \| Jasper De Buyst \| Belgia \| Lotto-Soudal \| + 1" \| \| 10. \| Warren Barguil \| Francja \| Arkéa-Samsic \| + 1" \| |                      |               |                                    |            |
| |                      |               |                                    |            |
| Źródło: ProCyclingStats |                      |               |                                    |            |
| Klasyfikacja generalna |                      |               |                                    |            |
| Kolarz | Kolarz               | Państwo       | Drużyna                            | Czas       |
| 1. | Mathieu van der Poel | Holandia      | Alpecin-Deceuninck                 | 4h 55' 26" |
| 2. | Biniam Girmay        | Erytrea       | Intermarché-Wanty-Gobert Matériaux | + 0"       |
| 3. | Gonzalo Serrano      | Hiszpania     | Movistar Team                      | + 0"       |
| 4. | Dylan Teuns          | Belgia        | Israel-Premier Tech                | + 1"       |
| 5. | Corbin Strong        | Nowa Zelandia | Israel-Premier Tech                | + 1"       |
| 6. | Jasper Philipsen     | Belgia        | Alpecin-Deceuninck                 | + 1"       |
| 7. | Marijn van den Berg  | Holandia      | EF Education-EasyPost              | + 1"       |
| 8. | Axel Zingle          | Francja       | Cofidis                            | + 1"       |
| 9. | Jasper De Buyst      | Belgia        | Lotto-Soudal                       | + 1"       |
| 10. | Warren Barguil       | Francja       | Arkéa-Samsic                       | + 1"       |